# 다쓰미 하지무
다쓰미 하지무(일본어: 巽 一, 1936년 4월 8일 ~ )는 일본의 전 프로 야구 선수이자 야구 지도자이다. 미에현 다키군 미야가와촌(현: 오다이정) 출신이며 현역 시절 포지션은 투수였다.

## 인물
욧카이치 고등학교 시절인 1954년에 에이스로서 춘계 주부 대회 결승에 진출해 오카자키 고등학교의 가와이 마나부(후에 마이니치 오리온스)와 투수전을 벌였지만 팀은 패했다. 같은 해 여름에 있은 고시엔 미에현 예선에서도 승리했지만 고시엔 지역 대회 중의 하나인 ‘산기 대회’ 준결승에서 모리 마사히코가 소속된 기후 고등학교에게서 패하여 고시엔 본선 진출에는 실패했다. 고교 동기로는 시마다 고지가 있었다. 욧카이치 고등학교는 다음해인 1955년에 좌완 에이스 다카하시 마사카쓰를 앞세우고 하계 고시엔 대회(제37회 전국 고등학교 야구 선수권 대회)에서 우승했다.
졸업 후 게이오기주쿠 대학에 진학하여 도쿄 6대학 야구 리그에서의 1956년 추계 리그에서는 모로키 스케히로, 나카타 요시히로 등 타선의 지원을 받고 에이스 하야시 가오루와 함께 투수진을 이끌며 팀의 우승을 차지했다. 1958년에는 팀의 주장을 맡았고 같은 춘계 리그에서 7승을 비롯해 평균 자책점 1위로 베스트 나인에도 선정됐다. 리그 통산 54경기에 등판하여 17승 17패, 평균 자책점 1.47, 225개의 탈삼진을 기록했다. 대학 동기로는 다카하시 에이이치로, 아카기 겐이치가 있다.
1959년 고쿠테쓰 스왈로스에 입단, 프로 2년째인 1960년에는 8승 13패를 기록하여 처음으로 규정 투구 이닝(14위, 평균 자책점 3.62)에 도달했다. 같은 해 올스타전에 첫 출전했는데 특히 3차전에서는 공식전에서의 단 한 개도 없었던 홈런을 날렸다. 올스타전에서 투수에 의한 홈런은 사상 최초이며 이후 1971년에 에나쓰 유타카도 기록했다. 두 자릿수 승수에는 매년 미치지 못했지만 1967년에 7승 7패를 남기면서 평균 자책점 2.58(리그 9위)의 좋은 성적을 남겼다. 1970년을 끝으로 현역에서 은퇴했다.
은퇴 이후에도 구단에 잔류하여 2군 투수 코치(1971년 ~ 1973년, 1977년 ~ 1980년), 1군 투수 코치(1974년 ~ 1976년), 스카우트(1981년 ~ 1999년) 등을 역임했다. 스카우트로서 나이토 나오유키를 담당했다.
현역 시절에는 귀중한 좌완이자 선발 완투형 투수였다는 평가를 받았다.

## 상세 정보

### 출신 학교
- 미에 현립 욧카이치 고등학교
- 게이오기주쿠 대학

### 선수 경력
- 고쿠테쓰 스왈로스·산케이 스왈로스·산케이 아톰스·아톰스·야쿠르트 아톰스(1959년 ~ 1970년)

### 개인 기록

#### 첫 기록
- 첫 등판 : 1959년 4월 12일, 대 요미우리 자이언츠 3차전(고라쿠엔 구장), 7회말부터 2번째 투수로서 구원 등판, 1이닝 무실점
- 첫 선발 등판 : 1959년 4월 28일, 대 다이요 웨일스 1차전(가와사키 구장), 4와 3이닝 5실점으로 승패 없음
- 첫 승리·첫 선발 승리 : 1959년 6월 16일, 대 다이요 웨일스 9차전(가와사키 구장), 6과 1/3이닝 1실점
- 첫 완투 : 1959년 6월 21일, 대 오사카 타이거스 12차전(한신 고시엔 구장), 8이닝 1실점으로 패전 투수
- 첫 완투 승리·첫 완봉: 1960년 6월 19일, 대 히로시마 카프 8차전(고라쿠엔 구장)

#### 기타
- 올스타전 출장 : 1회 (1960년)

### 등번호
- 18(1959년 ~ 1970년)
- 67(1971년 ~ 1980년)

### 연도별 투수 성적
| 연 도       | 소 속                           | 등 판 | 선 발 | 완 투 | 완 봉 | 무 4 구 | 승 리 | 패 전 | 세 이 브 | 홀 드 | 승 률 | 타 자 | 이 닝  | 피 안 타 | 피 홈 런 | 볼 넷 | 고 4 | 몸 맞 | 탈 삼 진 | 폭 투 | 보 크 | 실 점 | 자 책 점 | 평 자 책 | W H I P |
| ----------- | ------------------------------- | ----- | ----- | ----- | ----- | ------- | ----- | ----- | -------- | ----- | ----- | ----- | ------ | -------- | -------- | ----- | ---- | ----- | -------- | ----- | ----- | ----- | -------- | -------- | ------- |
| 1959년      | 고쿠테쓰 산케이 아톰스 야쿠르트 | 34    | 14    | 1     | 0     | 0       | 3     | 8     | --       | --    | .273  | 422   | 96.0   | 94       | 11       | 51    | 2    | 1     | 58       | 4     | 0     | 63    | 51       | 4.78     | 1.51    |
| 1960년      | 고쿠테쓰 산케이 아톰스 야쿠르트 | 55    | 23    | 3     | 2     | 1       | 8     | 13    | --       | --    | .381  | 830   | 199.0  | 188      | 18       | 68    | 2    | 0     | 172      | 9     | 0     | 95    | 80       | 3.62     | 1.29    |
| 1961년      | 고쿠테쓰 산케이 아톰스 야쿠르트 | 40    | 24    | 4     | 2     | 0       | 8     | 5     | --       | --    | .615  | 598   | 146.0  | 108      | 13       | 62    | 2    | 3     | 82       | 6     | 0     | 57    | 50       | 3.08     | 1.16    |
| 1962년      | 고쿠테쓰 산케이 아톰스 야쿠르트 | 34    | 14    | 0     | 0     | 0       | 1     | 10    | --       | --    | .091  | 421   | 98.2   | 102      | 9        | 23    | 0    | 5     | 77       | 3     | 0     | 47    | 42       | 3.82     | 1.27    |
| 1963년      | 고쿠테쓰 산케이 아톰스 야쿠르트 | 6     | 0     | 0     | 0     | 0       | 0     | 0     | --       | --    | ----  | 44    | 10.2   | 8        | 1        | 6     | 0    | 0     | 2        | 0     | 0     | 3     | 3        | 2.45     | 1.31    |
| 1965년      | 고쿠테쓰 산케이 아톰스 야쿠르트 | 43    | 16    | 2     | 0     | 0       | 4     | 7     | --       | --    | .364  | 646   | 154.2  | 152      | 15       | 47    | 2    | 4     | 78       | 0     | 2     | 67    | 56       | 3.25     | 1.29    |
| 1966년      | 고쿠테쓰 산케이 아톰스 야쿠르트 | 38    | 9     | 1     | 1     | 0       | 2     | 4     | --       | --    | .333  | 325   | 74.1   | 75       | 8        | 31    | 3    | 1     | 37       | 1     | 0     | 40    | 37       | 4.50     | 1.43    |
| 1967년      | 고쿠테쓰 산케이 아톰스 야쿠르트 | 49    | 17    | 5     | 3     | 3       | 7     | 7     | --       | --    | .500  | 661   | 164.1  | 141      | 14       | 40    | 5    | 5     | 86       | 1     | 0     | 52    | 47       | 2.58     | 1.10    |
| 1968년      | 고쿠테쓰 산케이 아톰스 야쿠르트 | 26    | 12    | 1     | 0     | 0       | 5     | 7     | --       | --    | .417  | 269   | 61.1   | 65       | 9        | 22    | 1    | 3     | 37       | 0     | 0     | 39    | 39       | 5.75     | 1.42    |
| 1969년      | 고쿠테쓰 산케이 아톰스 야쿠르트 | 21    | 8     | 0     | 0     | 0       | 2     | 4     | --       | --    | .333  | 260   | 57.2   | 69       | 5        | 14    | 1    | 4     | 51       | 0     | 0     | 41    | 33       | 5.12     | 1.44    |
| 1970년      | 고쿠테쓰 산케이 아톰스 야쿠르트 | 5     | 1     | 0     | 0     | 0       | 0     | 1     | --       | --    | .000  | 39    | 9.1    | 10       | 0        | 2     | 0    | 0     | 4        | 0     | 0     | 1     | 1        | 1.00     | 1.29    |
| 통산 : 11년 | 통산 : 11년                     | 351   | 138   | 17    | 8     | 4       | 40    | 66    | --       | --    | .377  | 4515  | 1072.0 | 1012     | 103      | 366   | 18   | 26    | 684      | 24    | 2     | 505   | 439      | 3.69     | 1.29    |

- 굵은 글씨는 시즌 최고 성적.
- 고쿠테쓰(고쿠테쓰 스왈로스)는 1965년 시즌 도중에 산케이(산케이 스왈로스), 1969년에 아톰스, 1970년 야쿠르트(야쿠르트 아톰스)로 구단명을 변경.